# Galeotto di Giovanni di Tino Malatesta
Galeotto di Giovanni di Tino Malatesta va ser un condottiero italià.
Fill de Giovanni di Tino Malatesta. Està documentat des de 1391. El 1398 va ser nomenat conseller de Rímini i el 1399 va ser nomenat cavaller. Va lluitar al servei de Galeazzo, duc de Milà. Posteriorment se'l troba present en documentació amb altres membres de la família Malaltesta. El 25 de febrer de 1398, mitjançant butlla de Bonifaci IX, es va posar sota la seva protecció la vila de San Mauro, amb els seus habitants i la fortalesa que va fer construir el seu pare. El 1420 encara vivia, segons Clementini va morir el 25 d'octubre de 1423. Va deixar un fill anomenat Guasparo.